# Al Joud bint Salman Al Khalifa
Al Joud bint Salman Al Khalifa (...) è una sceicca bahreinita.

## Biografia
La sceicca Al Joud è nata da Salman e da Hala bint D'aij Al Khalifa. Nel 2021 si è laureata all'University College of Bahrain.

## Titoli e trattamento
- ? - attuale: Sua Altezza, la sceicca Al Joud bint Salman Al Khalifa

## Ascendenza
|                                |     |                                 | Genitori                                |  |  | Nonni |  |  | Bisnonni                  |  |  | Trisnonni                   |  |
|                                |     |                                 |                                         |  |  |       |  |  | Isa bin Salman Al Khalifa |  |  | Salman ibn Hamad Al Khalifa |  |
|                                |     |                                 |                                         |  |  |       |  |  | Isa bin Salman Al Khalifa |  |  | Salman ibn Hamad Al Khalifa |  |
|                                |     | Mouza bint Hamad Al Khalifa     |                                         |  |  |       |  |  | Isa bin Salman Al Khalifa |  |  |                             |  |
| Hamad bin Isa Al Khalifa       |     |                                 |                                         |  |  |       |  |  | Isa bin Salman Al Khalifa |  |  |                             |  |
|                                |     | Hessa bint Salman Al Khalifa    | Salman bin Ibrahim Al Khalifa           |  |  |       |  |  |                           |  |  |                             |  |
|                                |     | Hessa bint Salman Al Khalifa    | Salman bin Ibrahim Al Khalifa           |  |  |       |  |  |                           |  |  |                             |  |
|                                |     | Hessa bint Salman Al Khalifa    | ...                                     |  |  |       |  |  |                           |  |  |                             |  |
| Salman bin Hamad Al Khalifa    |     | Hessa bint Salman Al Khalifa    |                                         |  |  |       |  |  |                           |  |  |                             |  |
|                                |     | Ibrahim bin Muhammad Al Khalifa | Muhammad bin Isa Al Khalifa Al Haj      |  |  |       |  |  |                           |  |  |                             |  |
|                                |     | Ibrahim bin Muhammad Al Khalifa | Muhammad bin Isa Al Khalifa Al Haj      |  |  |       |  |  |                           |  |  |                             |  |
|                                |     | Ibrahim bin Muhammad Al Khalifa | Aisha bint Ali Al Zayed                 |  |  |       |  |  |                           |  |  |                             |  |
| Sabika bint Ibrahim Al Khalifa |     | Ibrahim bin Muhammad Al Khalifa |                                         |  |  |       |  |  |                           |  |  |                             |  |
|                                |     | Fatima bint Salman Al Khalifa   | Salman ibn Hamad Al Khalifa             |  |  |       |  |  |                           |  |  |                             |  |
|                                |     | Fatima bint Salman Al Khalifa   | Salman ibn Hamad Al Khalifa             |  |  |       |  |  |                           |  |  |                             |  |
|                                |     | Fatima bint Salman Al Khalifa   | Nayla bint Khalifa bin Ahmed Al Khalifa |  |  |       |  |  |                           |  |  |                             |  |
| Al Joud bint Salman Al Khalifa |     | Fatima bint Salman Al Khalifa   |                                         |  |  |       |  |  |                           |  |  |                             |  |
|                                | ... | ...                             |                                         |  |  |       |  |  |                           |  |  |                             |  |
|                                | ... | ...                             |                                         |  |  |       |  |  |                           |  |  |                             |  |
|                                | ... | ...                             |                                         |  |  |       |  |  |                           |  |  |                             |  |
| Duaij bin Khalifa Al Khalifa   | ... |                                 |                                         |  |  |       |  |  |                           |  |  |                             |  |
|                                |     | ...                             | ...                                     |  |  |       |  |  |                           |  |  |                             |  |
|                                |     | ...                             | ...                                     |  |  |       |  |  |                           |  |  |                             |  |
|                                |     | ...                             | ...                                     |  |  |       |  |  |                           |  |  |                             |  |
| Hala bint D'aij Al Khalifa     |     | ...                             |                                         |  |  |       |  |  |                           |  |  |                             |  |
|                                |     | ...                             | ...                                     |  |  |       |  |  |                           |  |  |                             |  |
|                                |     | ...                             | ...                                     |  |  |       |  |  |                           |  |  |                             |  |
|                                |     | ...                             | ...                                     |  |  |       |  |  |                           |  |  |                             |  |
| Aisha Al Khalifa               |     | ...                             |                                         |  |  |       |  |  |                           |  |  |                             |  |
|                                |     | ...                             | ...                                     |  |  |       |  |  |                           |  |  |                             |  |
|                                |     | ...                             | ...                                     |  |  |       |  |  |                           |  |  |                             |  |
|                                |     | ...                             | ...                                     |  |  |       |  |  |                           |  |  |                             |  |
|                                |     | ...                             |                                         |  |  |       |  |  |                           |  |  |                             |  |